# Zéro hydrographique

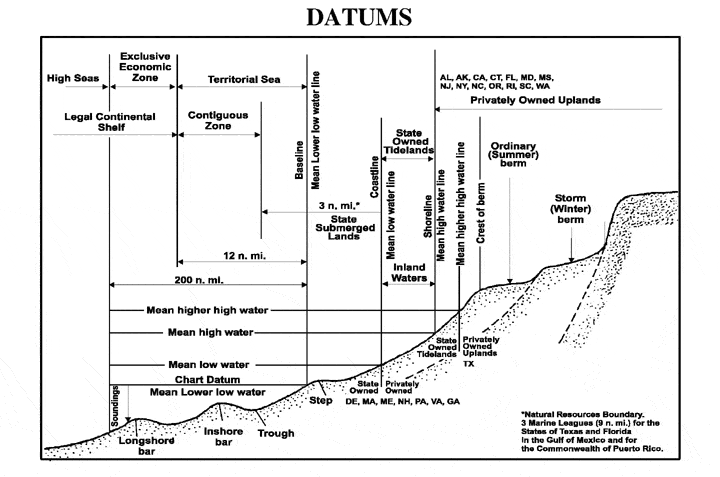
Utilisation maritime des données des marées

On appelle zéro hydrographique (ou zéro des cartes) la référence de niveau commune pour les mesures de profondeur en mer (ou plan de référence des sondes) sur une carte marine ainsi que pour les prédictions de marée des annuaires de marée. 
Sur les cartes marines françaises, le zéro hydrographique est adopté au voisinage du niveau théoriquement atteint par les plus basses mers astronomiques (marée de coefficient 120 - ou basse mer astronomique extrême ; en anglais LAT : Lowest Astronomical Tide). Le niveau des plus basses mers astronomiques est obtenu par calcul à partir des données des marégraphes. Le niveau de la mer peut être très exceptionnellement inférieur (par exemple par situation anticyclonique et vent soufflant de terre lors de coefficient de marée maximums). Le choix du zéro hydrographique au voisinage de ce niveau garantit ainsi quasiment toujours au navigateur une profondeur supérieure à la sonde indiquée sur la carte.
Cette convention est maintenant universellement adoptée. Cela n'a pas toujours été le cas. Jusqu'à une certaine époque, sur les cartes anglaises, le zéro était voisin de la hauteur de basse-mer de vive-eau moyenne (coefficient 95). La profondeur réelle pouvait donc être, en période de vives-eaux, inférieure à celle de la carte.
Le zéro des cartes marines est différent du zéro des cartes terrestres, niveau de référence des altitudes. En France, les cartes de l'IGN ont pour référence le niveau moyen de la Méditerranée mesuré par le marégraphe de Marseille. En France, la différence entre le zéro des cartes marines et le zéro des cartes terrestres est mise à jour périodiquement dans l'ouvrage RAM (Références altimétriques maritimes) du Service hydrographique et océanographique de la marine.